# スキーブーツ

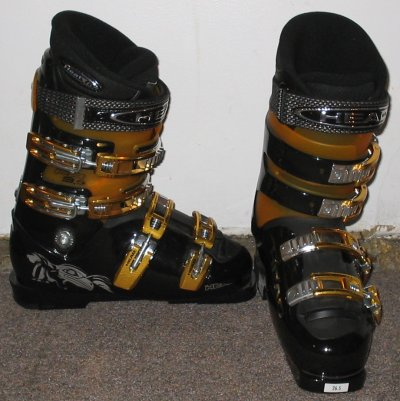
アルペン用のブーツ

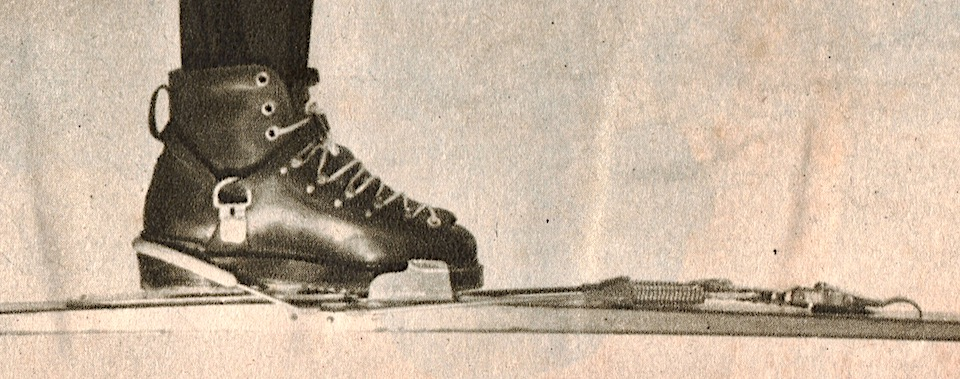
1950年代、アルペン・クロスカントリー汎用のスキーブーツ

スキーブーツとは、ビンディングを介してスキー板に接続されるスキー専用の靴である。1930年代以前は登山靴などが用いられていたが、スキーがより専門的になるとともにスキーブーツもアルペンスキーとノルディックスキーとでデザインが分化していった。

## アルペン
現代のアルペンスキーのブーツは、ビンディングによって爪先と踵の両方がスキー板にしっかりと固定される。ブーツとしては脛までを覆う長さ、膝下というにはやや短い程度となっている。足首から脛にかけての広範囲が剛性の高いスキーブーツに覆われることによって、スキーヤーは足首捻挫を起こすことなく、スキー板からの力を受け止め、あるいは積極的にスキー板へ圧力をかけるべく運動することができる。ビンディングとの接合部はISOで規格化されており、どのセーフティービンディングとも互換性が保証されている。ブーツの採寸にはモンドポイント方式が用いられる。

### 構造
日本においてもスキー伝来以来、皮革製のスキー靴が普及。小・中学校のスキー授業でも使用されていた。第二次世界大戦直前には代用品としてワラ靴が導入されたが、強度や耐久性に無理があり、戦後に物資の流通が回復すると再び革製のスキー靴が一般的なものとなった。
しかし、1960年代後半に登場したプラスチックブーツが登場すると瞬く間に普及し、1970年代後半には一般的な装備となった。滑降を目的としたスキーブーツは、外側を覆う硬いプラスチックシェルと、足が直接触れる柔らかいインナーブーツの二重構造になっている。
厚く柔らかいインナーは、シェルと足の間を埋め、適度なクッション性と保温の効果をもたらす。一方で薄く硬いインナーはスキーのコントロールに優れる。近年は熱などによって装着者の足の形に成形され適合性を高めたインナーブーツも作られている。主な素材は合成樹脂による発泡フォームであり、足と接する内側には起毛やパイル地などの保温性の高い柔かい布が、シェルと接する外側にはすべりのよい合成繊維の布や薄いプラスチック板が用いられていることが多い。

#### ハードブーツとソフトブーツ
シェルにもいろいろなバリエーションがある。硬いシェルのブーツはスキーへの力の伝達に優れ、競技を行うスキーヤーなどに好まれる。軟らかいシェルのブーツは少ない力で操作でき、軽量で快適さにも優れることから初心者や競技を行わないスキーヤーなどに好まれる。シェルの素材としては、ポリウレタンが弾性などの力学的特性の良さから好んで用いられている。なかでも、ポリエーテルポリオールを原料とするポリエーテルポリウレタンが上級者モデルでは好まれるが、ポリエステルポリオールを原料とするポリエステルポリウレタンも広く用いられている。ポリウレタンは加水分解などにより徐々に分解するため、長期間の利用によりスキーブーツは割れたり崩壊することがある。なお、初級者モデルでは、より柔かいポリエチレンなどが用いられる場合もある。
ハードブーツが快適でないのは、足入れのしにくさとともに、シェルが固いことそのものにもある。そこで、スキーを滑るのに必要な剛性を確保するフレームのなかに柔かいインナーブーツを固定するという形でスキーにおけるソフトブーツが2000年代初頭に実現され、市場に出た。性能面の問題から市場に定着せず、2007年現在は新モデルとしてみることはなくなっているが、レンタルスキー用具としては使われている場合がある。

### 装着形式

#### フロントエントリー
現代のアルペンスキーのスキーブーツの装着は、フロントバックル型と呼ばれるものがほとんどとなっている。フロントバックル型は、プラスチックブーツに移行する前の皮革製のころからのスキーブーツの基本型で、甲と脛にあるバックルでシェルを締めて足をブーツに固定するのが最大の特徴である。シェルは、多くのものはソール（靴底）と一体となって踝までを覆うロワシェル（Lower Shell）と、踝から脛にかけてを覆うアッパーシェル（Upper Shell）の2つに分かれており、両者がビスで接合されている。シェルは、ロワシェルとアッパーシェルの両方とも前になる部分が開き、かつ左右から重ね合わさる形状となっていて、そこにバックルとバックル受けが取り付けられている。このような形をとることで、バックルを締めることで足を固定することができるようになっている。バックルはロワシェル部分、アッパーシェル部分それぞれについて1〜3つ存在するが、多くの物は各2となっていて、子ども用の物はブーツの大きさの関係で各1の物が多い。また近年は、アッパーシェルのバックルの上、ブーツの最上部にベルクロテープつきのベルトを備え、これでさらに足を固定するものが多くなっている。ロワシェルの下部はソールが一体となっている。ソールはセーフティービンディングにハメ込むためのコバがトゥとヒールの前後両側に大きく張り出している。一部のメーカーのソールは摩耗時の対策としてビス留めのトップリフトをトゥとヒールの両方に備えており交換可能としている。ロワシェルの内部では、安価な初級モデルを除いて硬質プラスチックや金属製によるミッドソールが入っており、インナーブーツを載せる台の役割を兼ねている。硬いミッドソールは革靴におけるシャンクと同様に強い力がかかったときにソールがゆがむことを防ぐ。これは滑走時に大きな力がかかるスキーブーツではビンディングの誤解放を防ぐ意味でも重要である。なお、革靴のシャンクと異なり、アルペンスキーのスキーブーツでは足指にあわせてソールが屈曲するようにはなっていない。山岳スキー用の兼用靴やテレマークスキー用のブーツでは足指にあわせてソールが曲がるように作られているが、アルペンスキーでは歩行やテレマーク姿勢を考慮する必要がないためである。フロントバックル型のブーツのインナーブーツは、インナーブーツ本体とタンから構成される。インナーブーツ本体は甲から脛の部分が大きく開いていて、タンが下部で固定されているという形状が通常である。タンにはインナーブーツ本体よりも固い素材を用いることが多い。なお、インナーブーツ内には、通常、インソールが入っていて、足裏とフィットするようになっている。

#### スリーピース
フロントエントリー型の派生のひとつは、3ピース型と呼ばれるものである。これは、シェルをロワシェルとリアシェルとフレックスタンの3つから構成するものである。ロワシェルとリアシェルが通常のフロントバックルのシェルに対応するが、前部が大きく開いた形状となる。そこに、蛇腹状に成形されて柔軟性を高めたプラスチックのタンが覆いかぶさり、これをワイヤのみ、あるいはワイヤとバックルの両方で締めて固定する。インナーブーツは通常のフロントバックル型とほぼ同様である。特許や金型の問題から、製造は1社のみだが、根強いファンが存在している。

#### ミッドエントリー
フロントエントリー型の派生のもうひとつは、ミッドエントリー型と呼ばれるものである。これは、快適性を重視したもので、フロントバックル型のシェルのアッパーシェルが前後に分かれて開くものである。フロントバックル型のブーツは、前述のようにオーバラップしたシェル素材で覆われているため、足を出し入れする際にはブーツを手などで押し開く必要があり、この手間はスキー初心者などには受け入れがたいものだとされることが多い。また、一般にフロントバックルブーツのアッパーシェルは、滑走時の姿勢を重視した角度でロワシェルに取り付けられているが、これは休憩時などに立ったままでいたり歩くのに不便である。ミッドエントリー型はこうしたフロントバックル型の欠点を取り除くために開発されたものだが、性能面の問題で熱心なスキーファンを引きつけるものとならなかったこともあり市場に定着できていない。

#### リアエントリー

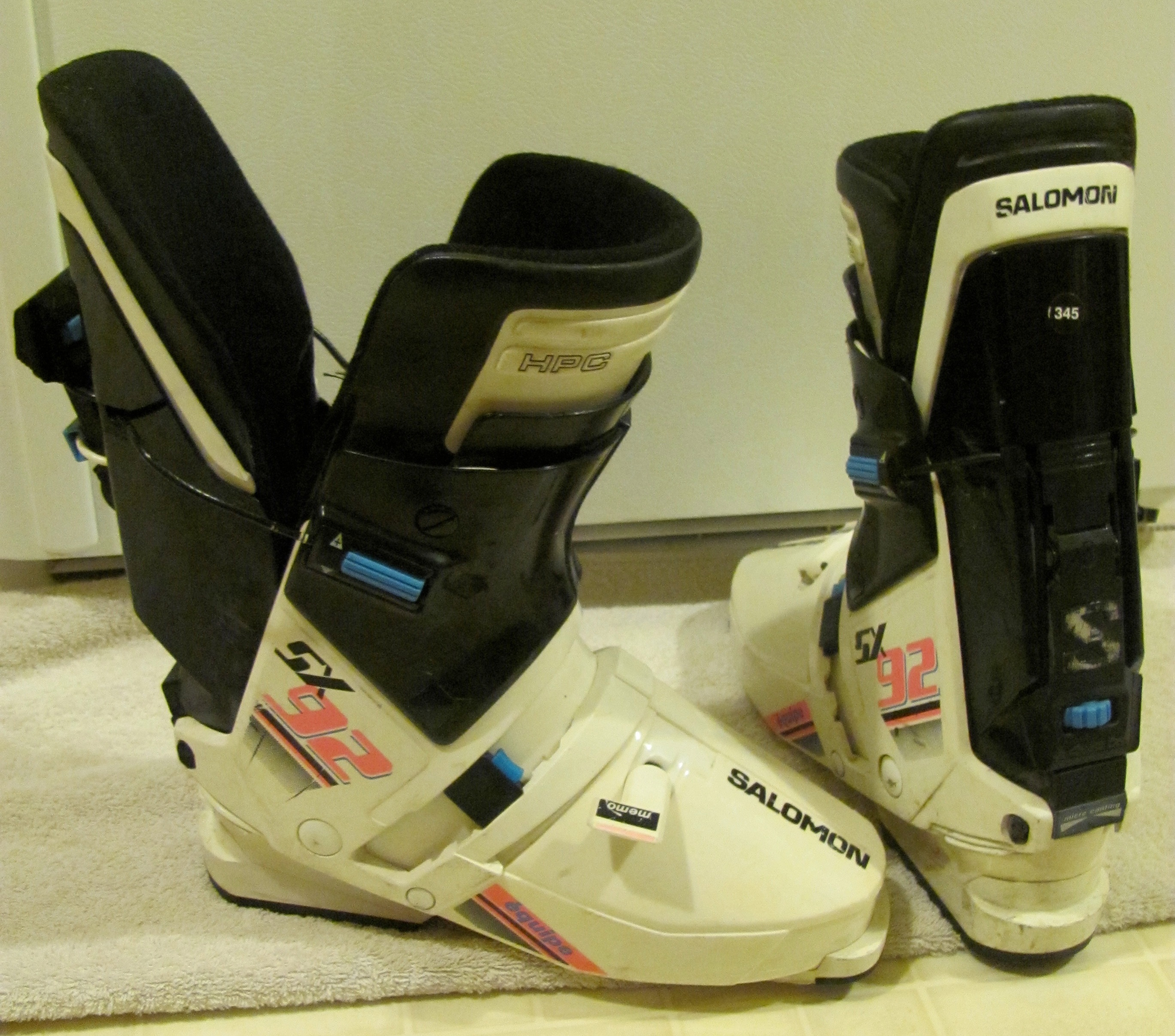
リアエントリーのブーツ。左のブーツは開いた位置。

フロントエントリーとは全く異なる構造のものとしてリアエントリー型が存在する。リアエントリー型は、シェルがフロントシェル（Front Shell）とリアシェル（Rear Shell）の2つに大きく前後に分かれる。リアシェルは脹脛から踵にかけてのブーツ後方の部分となっており、そこが下部をヒンジとして大きく開く。ソールは全てフロントシェルに属している。リアエントリーのブーツでは、リアシェルを開いた状態でインナーブーツも後方が大きく開口していて、そこに足を入れ、リアシェルを閉じて脹脛のバックルで締める（リアシェルの内側にはインナーブーツの蓋がついているため、足に直接接する部分はインナーブーツである）が、製品によってはフロントシェルとリアシェルをワイヤで繋ぎ、リアシェルに取り付けたダイヤルでワイヤを巻いて締め付け、解放はボタンを押してワイヤを緩めるタイプもあった。フロントバックルやそのバリエーションのブーツでは、足はシェル全体の締め付けで固定される。それに対して、リアエントリーのブーツのバックルで締め付けられるのは、脛と脹脛のみとなる。スキー滑走では足全体がブーツに固定される必要があるので、リアエントリーブーツでは、固定用のプレートをシェルに内蔵し、足首はプレートを介してワイヤで締めつけてブーツに固定し、足の甲に対してはプレートをねじを用いて押しつけるように固定するものが多いが、過去にはシェルとインナーの間にエアバッグを内蔵し、シェルに取り付けたエアポンプで履いた後に空気を出し入れして調節する物もあった。リアエントリーは1980年代に席巻し、一時はトップスキーヤーまでもが用いるモデルが登場したが、1990年代になってその利用が衰退した。リアエントリーブーツは足首を曲げづらく、スキー技術において足首を使えないのは致命的であるためである。ただ、構造上、スキーヤーの足に細かくフィットした形状でないと不快感が出やすいフロントバックル型と異なり調整範囲が極めて広いことや、容易に脱着できること、爪先や甲が浸水してぬれることがないことから、初級スキーヤー向けのレンタル用品としては残り続けている。

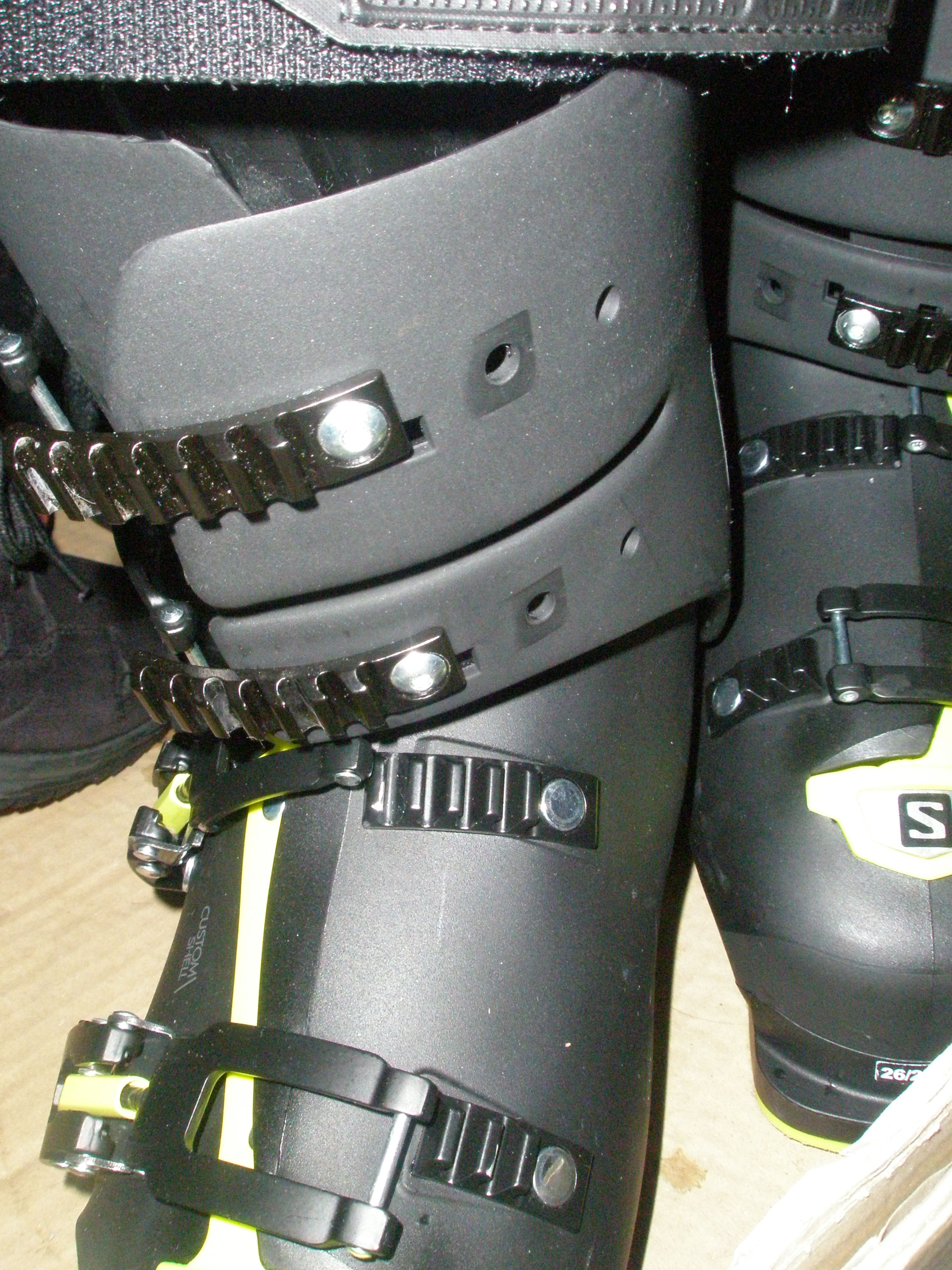
フロントバックル型スキーブーツ・アッパーシェル部分バックル構造の一例、バックル受け部品の取り付け位置を変更出来るビス穴が、写真の例で3箇所空けられていて、位置調節可能となっている。

一時的なリアエントリー型の爆発的普及の要因として考えられるのは、当初のフロントバックル型ブーツはシェルに取り付けられたバックルとバックル受けの位置が完全に固定され、そのために締め付け調節が限られた範囲でしか出来ず、体格差により、特に脹脛が太い人はバックルが全く届かなくて締め付ける事が出来ない場合があり、何とかバックルを締めたとしても極端な締め付けとなるために強烈な痛み・うっ血・内出血などの外傷を起こし、とても履いていられなくなるという致命的欠点を抱えており、逆に脹脛の太さに合わせると踝より下の足全体が緩くなってしまい、フォーミング（発泡樹脂をインナーブーツに充填して足の形に合わせるチューンナップ）等を行わなければならない事もある。その点、リアエントリー型は可動範囲が広い事で脹脛の太さの対応範囲にかなりの余裕があるので脹脛が太い人を中心に好まれ、特にトップアスリートとなると必然的に脚全体の筋肉が発達して脹脛も太くなるため、その点でも好まれたという事である。その当時であっても、スキーショップによってはフロントバックル型ブーツのシェルに別穴を開けてバックルやバックル受けを付け直すケースも見られたが、シェルの強度の低下が懸念されるためにその後は勧められなくなった。なお、現在のフロントバックル型ブーツのシェルは、最初から脹脛のほぼあらゆる太さに対応出来るよう、あらかじめ専用の工具でバックルの取り外し・再取り付けをして位置調節が可能なビス穴がいくつか付けられた設計となっている物もあり、状況が改善している。

## ノルディック

### クロスカントリー

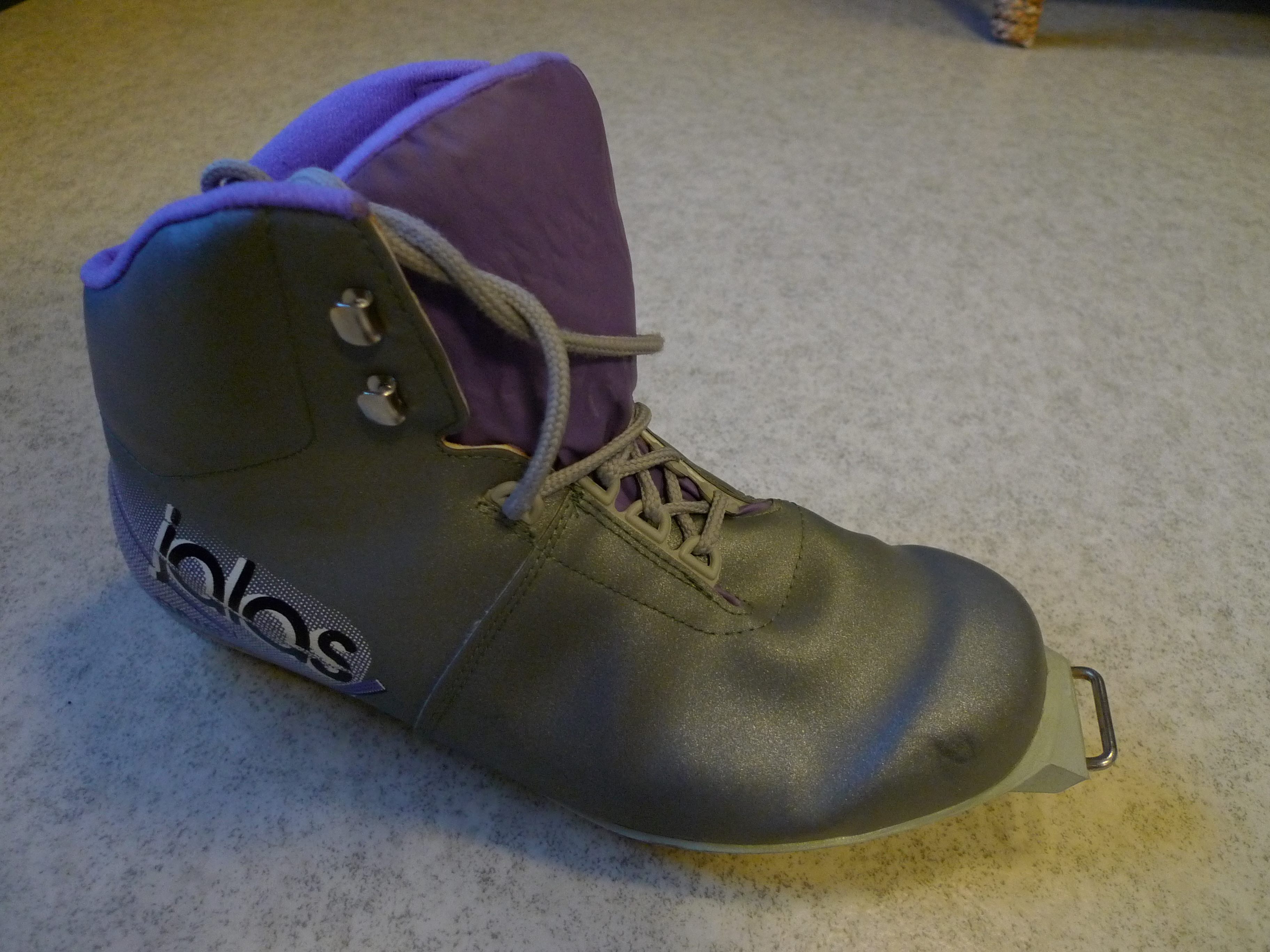
典型的な現代のクロスカントリースキーのブーツ。アルペンのものに比べはるかに簡素で、革靴だった面影が残る。

クロスカントリースキー用のスキーブーツは歩く（走る）ことを目的としているため、滑走を目的としたアルペン用のスキーブーツとは大きく異なる。歩きやすいようにつま先のみがビンディングに固定され、足の指先から曲がり踵が板と離れられるようになっている。素材も革やビニールなど柔らかいものが使用される。フリースケーティング用とクラシカル用、共用の3種類がある。フリースケーティング用と呼ばれるものはスキーへの力の伝達を重視して剛性が高く、足首部分も長めのハイカットブーツである。クラシカル用と呼ばれるものは足首の可動性を重視して足首部分が短めのローカットブーツである。

### テレマーク
テレマークスキーのブーツはクロスカントリー用のものと同様に歩くことにも使用され、踵を上げる特殊な滑り方を行うため、つま先のみがビンディングに固定され、足の指先から曲がり踵が板と離れられるようになっている。そのため以前は革のブーツが主流であったが、現在は足先に蛇腹機構を設け曲がるようになったプラスチック製のものが主流である。バックルは2～4個を備えるタイプのものがあり、歩行を重視するものはバックルの数が少なく、滑走を重視するものはバックルの数が多く作られている。

## スキーブーツのメーカー
- ALPINA（クロスカントリー）
- ATOMIC（アルペン/クロスカントリー）
- CRISPI（テレマーク）
- FISCHER（アルペン/クロスカントリー）
- GARMONT（アルペン/テレマーク）
- GEN（アルペン）
- HEAD（アルペン）
- HELD（アルペン） http://www.held.co.jp/
- LANGE（アルペン）https://dynastar.rossignol.co.jp/
- MADSHUS（クロスカントリー）
- NORDICA（アルペン）
- REXXAM（アルペン） http://www.rexxam.com/
- ROSSIGNOL（アルペン/クロスカントリー）https://rossignol.co.jp/
- SALOMON（アルペン/クロスカントリー）
- SCARPA（テレマーク）
- TECNICA（アルペン）